# لويس بيرغيرون
لويس بيرغيرون (بالفرنسية: Louis Bergeron)‏ هو مؤلف وصحفي وكاتب فرنسي، ولد في 1 أكتوبر 1811 في شوني في فرنسا، وتوفي في 1 أغسطس 1890.